# Маденієт (імені Габіта Мусрепова район)
Маденіє́т (каз. Мәдениет) — село у складі району імені Габіта Мусрепова Північноказахстанської області Казахстану. Входить до складу Кокалажарського сільського округу.
Населення — 9 осіб (2021; 61 у 2009, 236 у 1999, 244 у 1989).
Національний склад станом на 1989 рік:
- казахи — 100 %.